# Wozzeck (1947)
Wozzeck ist eine deutsche Literaturverfilmung der DEFA von Georg C. Klaren aus dem Jahr 1947. Sie beruht auf dem Dramenfragment Woyzeck von Georg Büchner.

## Handlung
Im Anatomiesaal einer Universität begutachten die Studenten unter der Leitung des Arztes die Leiche des Füsiliers Wozzeck. Es sei eine gute Leiche eines Mörders, so der Arzt. Der ebenfalls anwesende Student Georg Büchner korrigiert ihn: Wozzeck sei ein Mensch gewesen, dessen Schicksal bereits vor seiner Geburt festgestanden habe. Er rekapituliert Wozzecks Geschichte.
Wozzeck wird unter unmenschlichen Bedingungen zum Soldat ausgebildet. Gleichzeitig benutzt ihn der Arzt als Forschungsobjekt: Wozzeck darf wochenlang nur Erbsen essen und nicht austreten gehen, hat der Arzt doch die Theorie, dass Harndrang per Willenskraft unterdrückt werden kann. Der Arzt bezahlt den einfachen Wozzeck, der sonst die Mitglieder des Regiments rasiert, für seine Bereitschaft, ihm als Versuchsobjekt zu dienen. Das Geld spart Wozzeck für seine Geliebte Marie und das gemeinsame, uneheliche Kind.
Marie jedoch wird vom wohlhabenden Tambour-Major umworben. Selbst als Wozzeck Marie auf den Jahrmarkt einlädt, stiehlt sie sich aus einer Vorführung, um sich dem Major hinzugeben. Wozzeck bleibt allein und verwirrt zurück. Die Nachbarn machen Andeutungen, vor allem der Idiot singt das Lied der Soldaten. Auch die Soldaten machen Wozzeck gegenüber Andeutungen, dass Marie ihm untreu sein könnte. Die trägt eines Tages Ohrringe, die sie vorgibt gefunden zu haben. Wenig später sieht Wozzeck Marie beim Tanz mit dem Tambour-Major. Er kauft sich ein Messer und verschenkt seinen letzten Besitz. Später ersticht er Marie und versenkt die Leiche in einem See. Sie wird kurze Zeit später geborgen und der Arzt zeigt sich begeistert, dass nach langer Zeit mal wieder ein „richtiger“ Mord in der Stadt geschehen sei.
Wozzeck wird sofort verdächtigt, der Mörder Maries zu sein. Er hat sich in ein Lokal begeben, wo er mit Kellnerin Käthe flirtet, die jedoch Blut an seiner Hand sieht. Wozzeck flüchtet sich nach Haus zu seinem Sohn, mit dem der Idiot spielt. Das Kind im Arm, wird Wozzeck verhaftet. Das Gericht verurteilt ihn zum Tod durch Hängen. Auf dem Weg zum Richtplatz kommt Wozzeck an seinem Sohn vorbei und sagt ihm, dass er es einst besser machen soll.

## Produktion
Bereits 1931 hatte Regisseur Georg C. Klaren eine Verfilmung von Büchners Dramenfragment geplant, konnte sie jedoch angesichts der politischen Lage nicht umsetzen. An der frühen Verfilmung der DEFA – es war der 7. Film der DEFA, der in die Kinos kam – wirkten zahlreiche Künstler aus Stummfilmzeiten mit, darunter Szenograf Hermann Warm, Kostümbildner Walter Schulze-Mittendorf und Paul Wegener als künstlerischer Berater. Ziel Klarens war es, sich mit dem Film „auf das Erbe des Expressionismus zu orientieren“, so war der Film nach Fertigstellung auch als „Avantgardefilm“ ausgewiesen und nutzte neben expressiver Kameraführung, schattenreicher Fotografie und schnellen Schnitt-Montagesequenzen auch atonale Musikstücke in Anlehnung an die expressionistischen Filme der Stummfilmzeit.
Als Regisseur hatte Klaren Gustaf Gründgens vorgesehen. Dieser galt aber bei der DEFA wegen seiner Rolle im Nationalsozialismus als belastet, so dass man mit ihm nicht so kurz nach dem Ende der NS-Herrschaft wieder zusammen arbeiten wollte. Deshalb übernahm Klaren die Regie selbst.
Der Film entstand in den Filmstudios Babelsberg im Althoff-Atelier mit Außenaufnahmen von Berlin und Umgebung und war im Mai 1947 bereits zur Hälfte abgedreht. Die Dreharbeiten endeten im Sommer 1947. Bruno Monden und Hermann Warm schufen die Bauten, Kurt Hahne war Produktionsleiter.
Es war der letzte Film der Schauspielerin Rotraut Richter, die kurz nach Ende der Dreharbeiten und noch vor der Premiere infolge einer Operation im Alter von 32 Jahren starb. Wozzeck erlebte am 17. Dezember 1947 im Berliner Haus der Kultur der Sowjetunion seine Premiere. In der BRD lief der Film am 10. Oktober 1958 unter dem Titel Der Fall Wozzeck an.
Im Gegensatz zur literarischen Vorlage integrierte Klaren im Film eine Rahmenhandlung, „in der der junge Büchner selbst auftritt und verschiedenen Studenten die Geschichte erzählt, die seinem Drama zugrunde liegt“. Die Kritik nannte die Rahmenhandlung bzw. „die Imagination des Dichters“ den „‚Sonderfall‘ des Filmes Wozzeck“.

## Einsatz
Die teils surrealistische Szenerie stieß bei der sowjetischen Besatzungsmacht zunächst auf wenig Begeisterung. Der Film galt als bürgerlich, dekadent und reaktionär, die Erstkopie wurde zunächst von Sovexport, dem damaligen Monopolfilmverleih der sowjetischen Besatzungszone, unter Verschluss gehalten. Schließlich kam der Film 1947 dennoch in die Kinos. Bereits im November 1948 wurde der Film aufgrund des beginnenden Formalismusstreits wieder aus den Kinos zurückgezogen.

## Kritik
Die zeitgenössische Kritik zog kurz nach Kriegsende Parallelen zum Faschismus, so könne der von Paul Henckels dargestellte Arzt auch „an KZ-Häftlingen seine verbrecherischen ‚Forschungen‘ verübt haben“, während der Hauptmann, der Tambour-Major und der Unteroffizier „drei Musterexemplare altpreußisch-hitlerischer Militaristen“ seien. Andere Kritiker lobten die Kameraarbeit, so kämen „originelle und durchaus erregende Bilder zustande“ und das Fragmentarische werde experimentell durch schräge Einstellungen versinnbildlicht; „viele Bilder [sind] wie von außen durch eine beschlagene Fensterscheibe zu sehen, ein Spiel von eiligen Lichtreflexen ist oft auf dem Hintergrund beschäftigt.“
Der Spiegel nannte den Film anlässlich der bundesrepublikanischen Erstaufführung 1958 „eine oberlehrerhaft kommentierte Proletariertragödie“ und kritisierte vor allem die hinzugefügte Rahmenhandlung.
Für das Lexikon des internationalen Films war Wozzeck eine „DEFA-Verfilmung des Dramenfragments von Georg Büchner, dem mittels einer hinzugefügten Rahmenhandlung ein marxistisches Etikett angeklebt wird. Die Regie des gebürtigen Österreichers Klaren beeindruckt durch stilistische Brillanz und intensive Stimmungsbilder, Kurt Meisel liefert eine mitreißende Interpretation der Hauptrolle.“